# Kåtorp, Tjörns kommun
Kåtorp är en bebyggelse på östra Tjörn i Valla socken i Tjörns kommun. Från 2015 avgränsar SCB här en småort.